# Норман Г'юз
Норман Г'юз  (англ. Norman Hughes; 30 вересня 1952) — британський хокеїст на траві, олімпійський медаліст.

## Виступи на Олімпіадах
| Олімпіада         | Дисципліна     | Місце |
| ----------------- | -------------- | ----- |
| Лос-Анджелес 1984 | хокей на траві | 3     |